# 나오모토 히카루
나오모토 히카루(일본어: 猶本 光, 1994년 3월 3일 ~ )는 일본의 여자 축구 선수이다.

## 국가대표팀 경력
2010년 FIFA U-17 여자 월드컵에 출전, 준우승. 2012년 FIFA U-20 여자 월드컵에도 출전, 3위.
그녀는 2014년 5월 8일 뉴질랜드과의 경기에서 일본 국가대표팀에 데뷔했다. 2014년과 2018년 AFC 여자 아시안컵 우승, 2014년 아시안 게임 은메달 획득에 기여했다. 2023년 FIFA 여자 월드컵에도 출전했다. 그녀는 2023년까지 국제 A매치 통산 40경기에 출전, 4득점을 넣었다.

## 통계
| 일본 | 일본 | 일본 |
| 연도 | 출전 | 득점 |
| ---- | ---- | ---- |
| 2014 | 6    | 0    |
| 2015 | 2    | 0    |
| 2016 | 0    | 0    |
| 2017 | 7    | 0    |
| 2018 | 3    | 0    |
| 2019 | 2    | 0    |
| 2020 | 0    | 0    |
| 2021 | 1    | 0    |
| 2022 | 10   | 2    |
| 2023 | 9    | 2    |
| 통산 | 40   | 4    |